# Mittlerer Awash

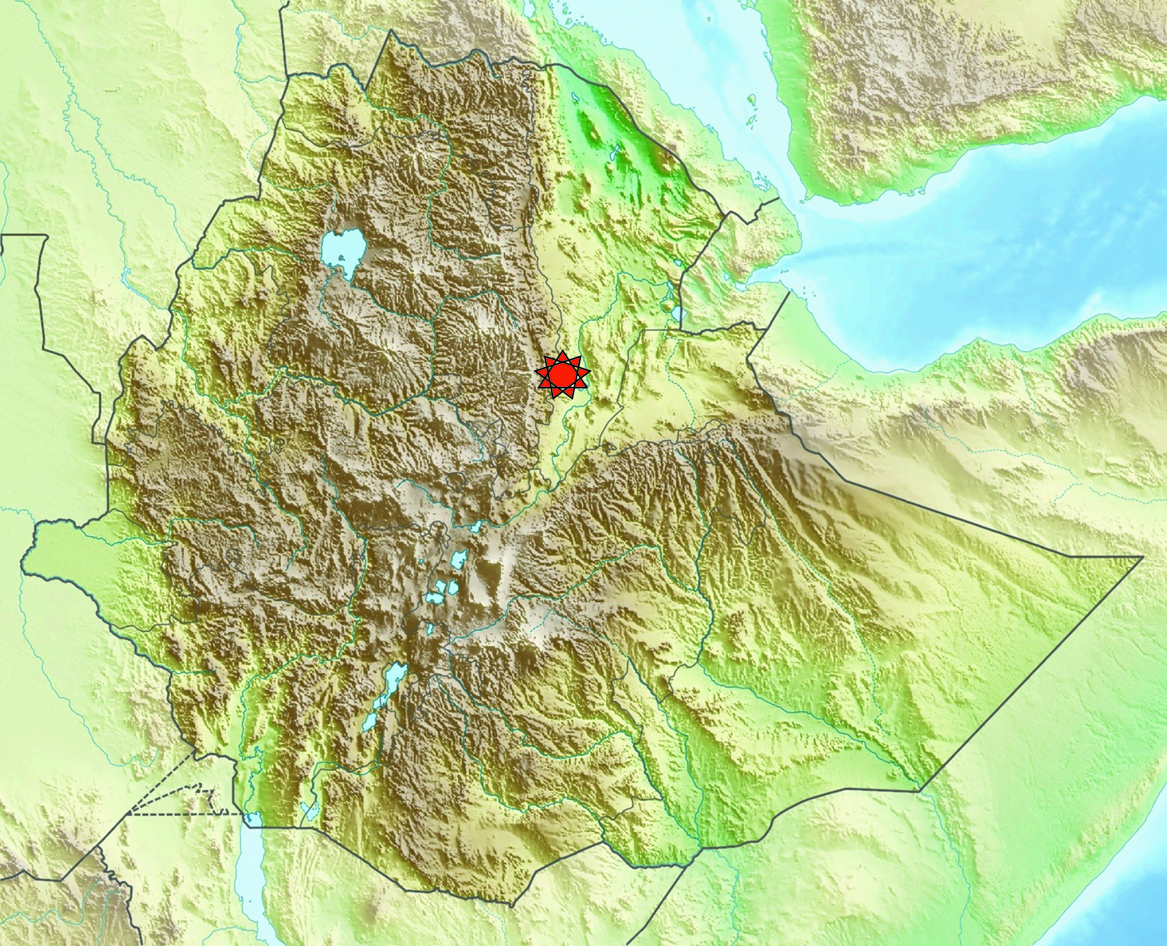
Lage des mittleren Awash am südwestlichen Rand der dreieckigen Afar-Senke

Mittlerer Awash (auch: Middle Awash Study Area) ist die Bezeichnung für ein ausgedehntes paläoanthropologisches und archäologisches Forschungsgebiet beidseits des Flusses Awash am südwestlichen Rand der Afar-Senke in der Region Afar von Äthiopien. Es erstreckt sich vom Yardi-See im Süden bis zum Forschungsgebiet Hadar im Norden und wird untergliedert in die Bereiche Central Awash Complex, Western Margin, Halbinsel Bouri, Bodo und Maka.

## Fossilienfunde

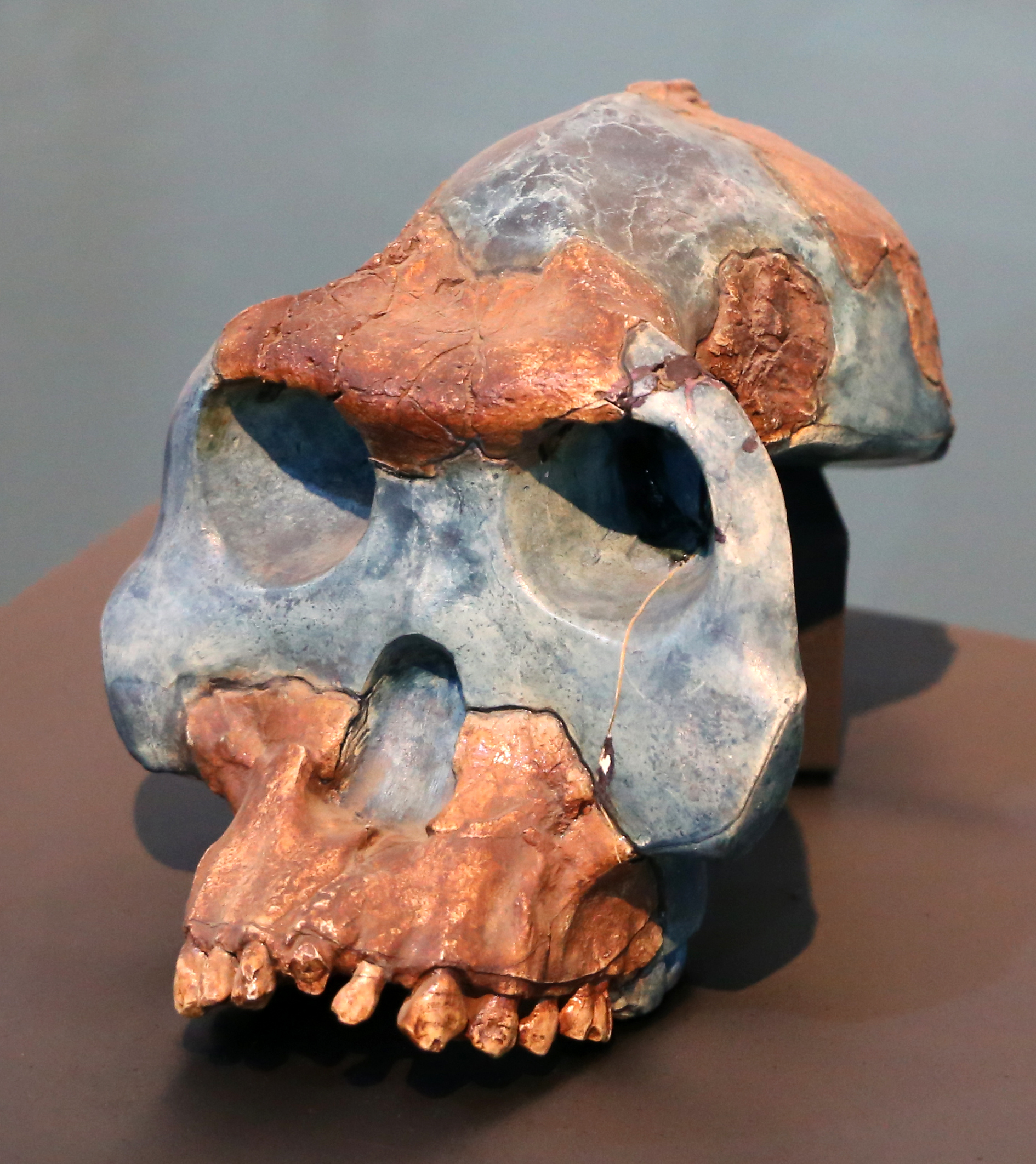
Rekonstruktion des Schädels von Australopithecus garhi

Im Gebiet der Middle Awash Study Area wurden die Überreste zahlreicher Individuen der Hominini aus dem späten Miozän, den Pliozän, dem Pleistozän sowie einige der ältesten Oldowan Steinwerkzeuge gefunden. Die ältesten Hominini-Funde sind nahezu 6 Millionen Jahre alt und damit fast so alt wie jene Epoche (vor 7 bis 6 Millionen Jahren), während der sich die Abstammungslinien von Schimpansen und Menschen trennten.
Zu den wichtigsten homininen Fossilien, die im Gebiet des mittleren Awash gefunden wurden, zählen:
- Ardipithecus kadabba – ca. 5,8 bis 5,2 Millionen Jahre alt
- Ardipithecus ramidus – ca. 4,4 Millionen Jahre alt
- Australopithecus anamensis – ca. 4,1 Millionen Jahre alt
- Australopithecus afarensis – ca. 3,4 Millionen Jahre alt
- Australopithecus garhi – ca. 2,5 Millionen Jahre alt
- Homo erectus – ca. 1 Million Jahre alt
- Homo sapiens idaltu (auch: Herto-Schädel) – ca. 160.000 Jahre alt

Bei den heute in der Middle Awash Study Area anstehenden Gesteinsschichten handelt es sich um Sedimentgesteine, deren Bestandteile in Seen und Flüssen abgelagert, durch Diagenese verhärtet und schließlich durch tektonische Prozesse angehoben wurden. Durch Erosion – das Forschungsgebiet liegt im nördlichen Ende des Großen Afrikanischen Grabenbruchs – werden eingelagerte Fossilien freigesetzt und können heute als Oberflächenfunde aufgesammelt werden.
Die im miozänen Gestein enthaltenen Carbonate weisen ein vergleichsweise niedriges δ13C-Isotopenverhältnis auf. Hieraus lässt sich beispielsweise schließen, dass das Klima zur Zeit des späten Miozän (zu Lebzeiten von Ardipithecus kadabba), anders als heute, feucht und dass das Gebiet durch offenen Wald oder Savannenwälder bedeckt war. Weitere Indizien für eine solche Vegetation stellen die fossilisierten Überreste von Wirbeltieren wie der Rohrratte dar, welche zusammen mit den Vormenschen-Fossilien gefunden wurden. Im mittleren Awash ereigneten sich zudem mehrfach Vulkanausbrüche, was insofern heute der Forschung zugutekommt, da vulkanisches Gestein zumeist sicher radiometrisch datiert werden kann. Die über Jahrmillionen anhaltenden geologischen und tektonischen Prozesse ermöglichten ferner das Entstehen zahlreicher ökologischer Nischen, die von unterschiedlichen Wirbeltierarten besiedelt werden konnten.

## Forschungsgeschichte

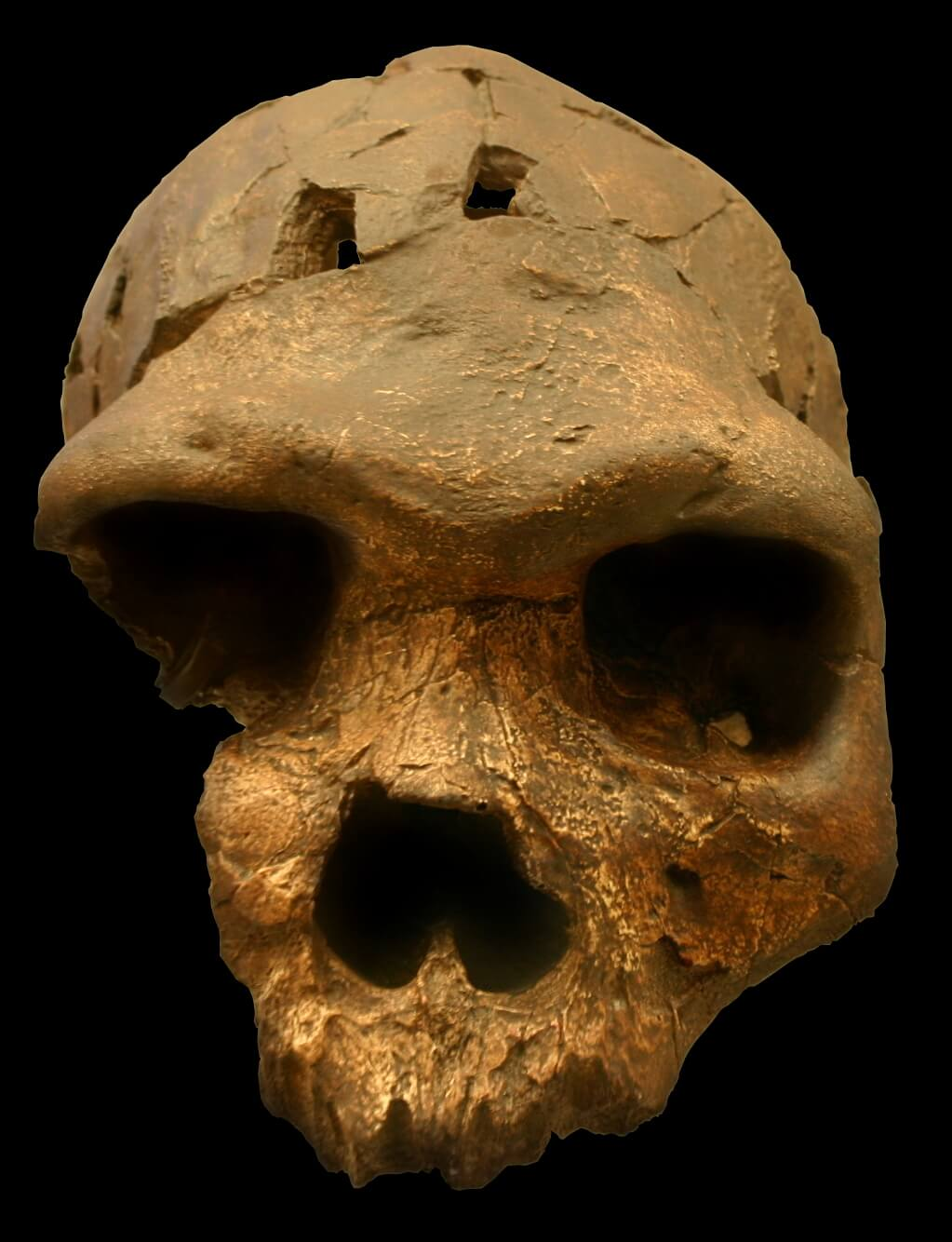
Der Bodo-Schädel

Im Jahr 1966 erteilte der damalige König von Äthiopien, Haile Selassie, nach einem Staatsbesuch in Kenia und einem Gespräch mit Louis Leakey, dem damals bereits 63-jährigen, britischstämmigen kenianischen Paläoanthropologen die Genehmigung für paläoanthropologische Feldforschung in der Region des Flusses Omo. Eine solche Genehmigung hatte bis dahin nur eine französische Forschergruppe um Camille Arambourg (1885–1969) erhalten, der bereits 1932/33 im Norden von Äthiopien, am Unterlauf des Flusses Omo, Ausgrabungen geleitet hatte. Leakey, der in Kenia und vor allem in der Olduvai-Schlucht im heutigen Tansania Grabungen leitete, übertrug die Verantwortung für die International Omo Research Expedition seinem US-amerikanischen Kollegen Francis Clark Howell, der das Gebiet unweit der Mündung des Omo in den Turkana-See – wie Arambourg – als wissenschaftlich besonders ertragreich einschätzte. So entstand dort ab 1967 ein internationales Forschungsprojekt, bestehend aus französischen, nordamerikanischen und kenianischen Beteiligten, die voneinander getrennte Konzessionen bearbeiteten. Geleitet wurden jedes der drei Teams von einem eigenen Leiter, von Yves Coppens (den Arambourg vorgeschlagen hatte), Howell und Louis Leakeys Sohn, Richard Leakey. Bereits im ersten Jahr wurde im Bereich der französischen Konzession ein bedeutendes Fossil entdeckt, das Arambourg & Coppens der neuen Art Paranthropus aethiopicus zuschrieben. Im Bereich der kenianischen Konzession wurden ab 1967 die Bruchstücke der Fossilien Omo 1 und Omo 2 (sehr alte Funde des anatomisch modernen Menschen) geborgen, und auch im Bereich der amerikanischen Konzession wurden zahlreiche hominine Fossilien entdeckt; zudem beschrieb der Paläontologen Basil Cooke anhand von fossilen Schweine-Zähnen eine Biostratigraphie der zahlreichen Fundschichten
Bereits 1968 entschloss sich Richard Leakey, das von der National Geographic Society für sein Äthiopien-Projekt eingeworbene Geld für Studien im Mündungsbereich des Omo, auf kenianischem Gebiet, östlich des Turkana-Sees (damals: Rudolfsee) zu nutzen; das Gelände erwies sich als ertragreiche Fundstelle, unter anderem wurden dort 1972, unter der wissenschaftlichen Leitung von Glynn Isaac, die ersten Belege für die neue Art Homo rudolfensis entdeckt.
In den Grabungsjahren 1970 und 1971 begleitete Donald Johanson, damals Doktorand von Clark Howell, diesen als dessen „Zahn-Experte“. Während dieser Studienaufenthalte lernte Johanson den französischen Geologen Maurice Taieb kennen, der bereits seit 1966 die Geologie des Afar-Dreiecks für seine Doktorarbeit kartieren sollte. Taieb berichtete Johanson, dass er im Afar-Dreieck zahlreiche Fossilien gesehen habe, die aus pliozänen und pleistozänen Erdschichten stammten. 1972 fuhren daraufhin Taieb, Johanson und Jon Kalb, der mit Taieb bereits mehrfach im Afar-Dreieck kartiert hatte, in diese abgelegene Region am Fluss Awash; ein als Hadar bezeichnetes, von Taieb erstmals 1970 erkundetes Gelände erwies sich als derart reich an homininen Fossilien, dass ab 1973 ein neues Forschungsprojekt, die International Afar Research Expedition, zustande kam, eine Kooperation von Maurice Taieb (Leitung), Yves Coppens, Donald Johanson und Jon Kalb. Bereits im Herbst 1973 entdeckte Johanson das Fossil AL 129-1, das erste Knie, das von einem frühen Hominiden gefunden wurde, und 1974 das Fossil Lucy. Etwas südlich von Hadar liegt zudem die bereits 1972 von Jon Kalb beschriebene Fundstelle Dikika.
Bereits 1974 hatte sich Jon Kalb von Taieb und Johanson getrennt und ein eigenes Projekt initiiert, etwas oberhalb von Hadar, in jener Region, die als Mittlerer Awash bezeichnet wird. Erster bedeutender Fund dieser Rift Valley Research Mission in Ethiopia (RVRME) war 1976 der 600.000 Jahre alte, sogenannte Bodo-Schädel vom Fundort Bodo D’Ar, der von einigen Forschern in die Nähe der unmittelbaren Vorfahren des anatomisch modernen Menschen (Homo sapiens) gestellt wird. Die Rift Valley Research Mission in Ethiopia wurde 1978 wegen des Äthiopischen Bürgerkriegs abgebrochen.
Eine neue und bis heute andauernde, internationale und multidisziplinäre Forschungskooperation entstand 1981 unter der Bezeichnung Middle Awash Research Project. Sie wurde von 1981 bis 2002 von dem britischen Archäologen John Desmond Clark geleitet und seitdem von dem US-amerikanischen Paläoanthropologen Tim White sowie von dem äthiopischen Geologen Giday WoldeGabriel, dem äthiopischen Paläontologen Berhane Asfaw und dem äthiopischen Archäologen Yonas Beyene. Rund 70 Wissenschaftler aus zahlreichen Staaten, insbesondere aus den USA und aus Äthiopien, sowie hunderte lokale Helfer führen seit 1981 nördlich der Stadt Gewane, beidseits des Flusses Awash, paläoanthropologische Ausgrabungen durch, deren Ziel es ist, die Stammesgeschichte des Menschen zu rekonstruieren. Zugleich soll diese Kooperation dazu beitragen, die äthiopische Forschungsinfrastruktur für die Fachgebiete Archäologie, Geologie und Paläontologie auszubauen.

## Belege
1. ↑  Eintrag Middle Awash Research Project in: Bernard Wood: Wiley-Blackwell Encyclopedia of Human Evolution. Wiley-Blackwell, 2011, ISBN 978-1-4051-5510-6.
2. ↑  Barbara Ann Kipfer: Encyclopedic Dictionary of Archaeology. Springer Verlag, 2000, ISBN 0-306-46158-7
3. ↑  Fossil Reveals What Last Common Ancestor of Humans and Apes Looked Like. Auf: scientificamerican.com vom 10. August 2017.
4. 1 2  Yohannes Haile-Selassie: Late Miocene hominids from the Middle Awash, Ethiopia. In: Nature. Band 412, Nr. 6843, 2001, S. 178–181, doi:10.1038/35084063.
5. ↑  Middle Awash Research Project: Fossil Hominids. Stand vom 12. Mai 2021.
6. ↑  William K. Hart et al.: Bimodal volcanism and rift basin development in the Middle Awash region, Ethiopia. (Memento vom 8. Juni 2011 im Internet Archive) Annual Meeting der Geological Society of America, Denver 2004.
7. ↑  Gerald G. Eck: The Effects of Collection Strategy and Effort on Faunal Recovery. Kapitel 8 in: René Bobe, Zeresenay Alemseged und Anna K. Behrensmeyer (Hrsg.): Hominin Environments in the East African Pliocene: An Assessment of the Faunal Evidence. Springer, Dordrecht 2007, ISBN 978-1-4020-3097-0, S. 184–185.
8. ↑  David A. Detrich: The Omo Expedition.
9. ↑  Francis Clark Howell: Omo Research Expedition. In: Nature. Band 219, 1968, S. 567–572, doi:10.1038/219567a0.
10. ↑  Ian Tattersall: The Strange Case of the Rickety Cossack – and Other Cautionary Tales from Human Evolution. Palgrave Macmillan, New York 2015, S. 114–131, ISBN 978-1-137-27889-0
11. ↑  Jon Kalb: Adventures in the Bone Trade. The Race to Discover Human Ancestors in Ethiopia's Afar Depression. Copernicus Books, New York 2001, ISBN 0-387-98742-8, S. 84.
12. ↑   Unter der Bezeichnung International Afar Research Expedition fanden Grabungskampagnen in den Jahren 1972, 1973, 1974, 1975 und 1976/77 statt.
13. ↑  Eintrag International Afar Research Expedition in: Bernard Wood: Wiley-Blackwell Encyclopedia of Human Evolution. Wiley-Blackwell, 2011, ISBN 978-1-4051-5510-6.
14. ↑  Glenn C. Conroy, Clifford J. Jolly, Douglas Cramer und Jon E. Kalb: Newly discovered fossil hominid skull from the Afar depression, Ethiopia. In: Nature. Band 276, 1978, S. 67–70, doi:10.1038/276067a0
15. ↑  John Desmond Clark et al.: African Homo erectus: old radiometric ages and young Oldowan assemblages in the Middle Awash Valley, Ethiopia. In: Science. Band 264, Nr. 5167, 1994, S. 1907–1910, doi:10.1126/science.8009220, Volltext (PDF)
16. ↑  Bodo skull. Auf: humanorigins.si.edu, zuletzt eingesehen am 25. März 2019
17. ↑  Eintrag Rift Valley Research Mission in Ethiopia in: Bernard Wood: Wiley-Blackwell Encyclopedia of Human Evolution. Wiley-Blackwell, 2011, ISBN 978-1-4051-5510-6.
18. ↑  Middle Awash Research Project: Project Leadership. Stand vom 12. Mai 2021.